# 四芸祭
四芸祭（よんげいさい）とは、京都市立芸術大学・金沢美術工芸大学・東京藝術大学・愛知県立芸術大学の四校の国公立系芸術大学によって毎年行われていた、スポーツと芸術文化の交流を目的とした催しである。正式名称は、「四芸術大学体育文化交歓会」。2011年には沖縄県立芸術大学の正式参加により五芸祭となった。

## 概要
京都市立芸術大学、金沢美術工芸大学の両大学によって行われた野球大会が原点であり、東京芸術大学の参加により三美祭と呼ばれたが、後に愛知県立芸術大学が加わり『四芸祭』となった。
四大学の学生、教員の交流を目的とし、合同展覧会、合同演奏会、部活動交流、ダンスパーティ（各校軽音学部によるライブのこと）、合同ワークショップ、講演会などが行われている。毎年5月に各大学が持ち回りでホストを務め、京都・金沢・東京・愛知の順に毎年会場を換えて開催されている。四大学の交流の場として、貴重な行事となっている。
2011年、かねてから参加している沖縄県立芸術大学を加えて、五芸祭に名称変更した。